# Sverre Brodahl
Pour les articles homonymes, voir Brodahl.
Sverre Brodahl (né le 26 janvier 1909 et décédé le 2 novembre 1998) est un ancien fondeur et spécialiste du combiné nordique norvégien. Dans sa carrière, Sverre Brodahl a remporté à quatre reprises, la Kongepokal (deux fois en 1937, une fois en 1938 et une fois en 1940). Il est le frère de Trygve Brodahl.

## Biographie
Il a créé avec Ivar Alme dans le milieu des années 30 la société Alme & Brodahl (no). En 1935, il termine deuxième du relais.
En 1936, il est le troisième relayeur du 4 × 10 kilomètres. Il prend le relais avec une minute et vingt trois secondes d'avance sur la Suède et deux minutes sur la Finlande. Dès le départ, il bute sur une bosse, chute et se claque le mollet. Malgré tout, il réalise le deuxième temps des troisièmes relayeurs et il permet à la Norvège de garder la tête. Cependant, dans le dernier lais, le Finlandais Kalle Jalkanen doubla le dernier relayeur norvégien Bjarne Iversen et la Norvège dû se contenter de la médaille d'argent.
Malgré un petit dossard,, il réalise le sixième temps parmi tous les participants dont le troisième des combinés. Lors du saut, il parvient à conserver cette troisième place,.
Épuisé, il décide de ne pas participer au 50 km. Son frère le remplace.

## Résultats

### Jeux olympiques
- Jeux olympiques d'hiver de 1936 à Garmisch-Partenkirchen 
  -  Médaille d'argent en relais 4 × 10 km en Ski de fond.
  -  Médaille de bronze en individuel en combiné nordique.

Les Jeux Olympiques comptent également comme championnats du monde sauf pour le combiné nordique.

### Championnats du monde
- Championnats du monde de ski nordique 1935 à Vysoke Tatry 
  -  Médaille d'argent en relais 4 × 10 km.

### Festival de ski d'Holmenkollen
- Il a remporté la compétition en 1937.

### Jeux du ski de Lahti
- Il remporte cette compétition en 1937 en combiné nordique (no).